# Pam Shriverová
Pamela Howard Shriverová Lazenbyová (* 4. července 1962, Baltimore) je bývalá americká profesionální tenistka, jedna z nejlepších hráček čtyřhry celé tenisové historie – držitelka deblového čistého grandslamu, která působí jako komentátorka ze Spojených států pro stanici ESPN2.
Ve své kariéře na okruhu WTA Tour vyhrála dvacet jedna turnajů ve dvouhře a sto dvanáct ve čtyřhře, z toho dvacet jedna grandslamových titulů ze všech čtyř událostí v ženské čtyřhře a jeden titul ve smíšené čtyřhře. V rámci okruhu ITF dvanáct titulů ve čtyřhře. Na Letních olympijských hrách 1988 v Soulu získala zlatou medaili v ženské čtyřhře spolu se Zinou Garrisonovou. Na Panamerických hrách 1991 v Havaně vybojovala tři zlaté medaile v soutěžích dvouhry, čtyřhry a mixu. V letech 1981–1992 si připsala deset titulů ze čtyřhry Turnaje mistryň.
Na žebříčku WTA byla nejvýše ve dvouhře klasifikována v únoru 1984 20 na 3. místě a ve čtyřhře pak v únoru 1985 na 1. místě.
V letech 1981–1988 vyhlásila Ženská tenisová asociace dvojici Shriverová–Navrátilová osmkrát v řadě nejlepší deblovou dvojicí světa.

## Tenisová kariéra

### Dvouhra
Do povědomí se dostala v sezóně 1978, kdy jako šestnáctiletá amatérka postoupila do finále US Open ženské dvouhry. V semifinále porazila tehdy aktuální wimbledonskou šampiónku Martinu Navrátilovou 7–6, 7–6. V boji o titul pak podlehla krajance Chris Evertové 7–5, 6–4. Daný rok také získala první z celkových dvaceti jedna singlových titulů, a v ohioském Columbusu.
Finále US Open 1987 se pro ni stalo jediným takovým v soutěžích ženské dvouhry na grandslamu. Z následných osmi semifinálových utkání odešla poražena, když čtyřikrát podlehla Navrátilové, dvakrát Steffi Grafové a jednou Evertové a Haně Mandlíkové.

### Čtyřhra
Nejvíce úspěchů dosáhla v páru s Martinou Navrátilovou, když obě hráčky spojil trenér a kapitán virginské univerzity Hank Harris. Společně vyhrály 79 turnajů v ženské čtyřhře, z toho dvacet grandslamů. Shriverová celkově získala 112 deblových titulů a zařadila se mezi sedm tenistek otevřené éry, které dokázaly získat více než 100 turnajových vítězství.
Navrátilová a Shriverová představují jednu z nejlepších dvojic historie ženského tenisu, když spolu triumfovaly sedmkrát na Australian Open, pětkrát ve Wimbledonu, pětkrát na US Open a čtyřikrát na French Open. V roce 1984 získaly čistý grandslam, a to v rámci série v letech 1983–1985 se sto devíti vyhranými zápasy v řadě.
V roce 1991 získala titul na US Open spolu s Natašou Zverevovou. Při vítězství ve smíšené čtyřhře na French Open 1987 byl jejím partnerem Španěl Emilio Sánchez.

## Po skončení kariéry
V roce 1996 ukončila působení v profesionálním tenise, ale na okruhu zůstala krátce jako trenérka Venus Williamsové a poté v roli komentátorky pro televizní stanice ABC, CBS a ESPN ve Spojených státech, respektive pro BBC ve Spojeném království a kanál Seven Network Sport v Austrálii.

## Působení v organizacích
- v letech 1991–1994 byla prezidentkou Ženské tenisové asociace (WTA),
- působí jako prezidentka nadace USA Tennis Foundation a je členkou správní rady Americké tenisové asociace (United States Tennis Association),
- v roce 2002 byla uvedena do Mezinárodní tenisové síně slávy.

## Soukromý život
Narodila se v roce 1962 v marylandském Baltimoru. Její první manžel Joe Shapiro, který pracoval jako právník u společnosti Walt Disney, zemřel v roce 1999 na non-Hodgkinův lymfom.
Roku 2002 se podruhé vdala za herce George Lazenbyho, známého z role agenta Jamese Bonda. 12. července 2004 přivedla na svět syna George, mladšího a 1. října 2005 pak dvojčata Kate a Sama. Rodina žije v kalifornském Brentwoodu. V srpnu 2008 podala žádost o rozvod se zdůvodněním „nesmiřitelné rozdíly“ a následně došlo k rozvodu.
Vystudovala soukromou McDonogh School v marylandském Owings Mills, je minoritním vlastníkem profesionálního baseballového týmu Baltimore Orioles a aktivně působí v charitativních organizacích.
Její vzdálenou sestřenicí je bývalá první dáma Kalifornie z rodu Kennedyů Maria Shriverová,. Má dvě sestry, Marion, jež zemřela na nádorové onemocnění v roce 1997 a Eleanor žijící v Marylandu.
Během Wimbledonu 2010 ji James Blake během svého zápasu napomenul za příliš hlučný komentář z kabiny pro komentátory situované na dvorci, což vedlo mezi oběma ke slovní výměně.

## Finále na Grand Slamu

### Ženská dvouhra: 1 (0–1)

#### Finalistka
| Rok  | Turnaj  | Povrch | Vítězka        | Výsledek |
| ---- | ------- | ------ | -------------- | -------- |
| 1978 | US Open | tvrdý  | Chris Evertová | 7–5, 6–4 |

### Ženská čtyřhra: 26 (21–5)

#### Vítězka
| Rok  | Turnaj              | Povrch | Spoluhráčka         | Finalistky                              | Výsledek         |
| ---- | ------------------- | ------ | ------------------- | --------------------------------------- | ---------------- |
| 1981 | Wimbledon (3)       | tráva  | Martina Navrátilová | Kathy Jordanová Anne Smithová           | 6–3, 7–6(6)      |
| 1982 | Wimbledon (4)       | tráva  | Martina Navrátilová | Kathy Jordan Anne Smith                 | 6–4, 6–1         |
| 1982 | Australian Open (2) | tráva  | Martina Navrátilová | Claudia Kohdeová-Kilschová Eva Pfaffová | 6–4, 6–2         |
| 1983 | Wimbledon (5)       | tráva  | Martina Navrátilová | Rosemary Casals Wendy Turnbull          | 6–2, 6–2         |
| 1983 | US Open (4)         | tvrdý  | Martina Navrátilová | Rosalyn Fairbanková Candy Reynoldsová   | 6–7(4), 6–1, 6–3 |
| 1983 | Australian Open (3) | tráva  | Martina Navrátilová | Anne Hobbsová Wendy Turnbull            | 6–4, 6–7, 6–2    |
| 1984 | French Open (3)     | antuka | Martina Navrátilová | Claudia Kohde-Kilsch Hana Mandlíková    | 5–7, 6–3, 6–2    |
| 1984 | Wimbledon (6)       | tráva  | Martina Navrátilová | Kathy Jordan Anne Smith                 | 6–3, 6–4         |
| 1984 | US Open (5)         | tvrdý  | Martina Navrátilová | Anne Hobbs Wendy Turnbull               | 6–2, 6–4         |
| 1984 | Australian Open (4) | tráva  | Martina Navrátilová | Claudia Kohde-Kilsch Helena Suková      | 6–3, 6–4         |
| 1985 | French Open (4)     | antuka | Martina Navrátilová | Claudia Kohde-Kilsch Helena Suková      | 4–6, 6–2, 6–2    |
| 1985 | Australian Open (5) | tráva  | Martina Navrátilová | Claudia Kohde-Kilsch Helena Suková      | 6–3, 6–4         |
| 1986 | Wimbledon (7)       | tráva  | Martina Navrátilová | Hana Mandlíková Wendy Turnbull          | 6–1, 6–3         |
| 1986 | US Open (6)         | tvrdý  | Martina Navrátilová | Hana Mandlíková Wendy Turnbull          | 6–4, 3–6, 6–3    |
| 1987 | Australian Open (6) | tráva  | Martina Navrátilová | Zina Garrisonová Lori McNeilová         | 6–1, 6–0         |
| 1987 | French Open (6)     | antuka | Martina Navrátilová | Steffi Graf Gabriela Sabatini           | 6–2, 6–1         |
| 1987 | US Open (7)         | tvrdý  | Martina Navrátilová | Kathy Jordan Elizabeth Sayers Smylie    | 5–7, 6–4, 6–2    |
| 1988 | Australian Open (7) | tvrdý  | Martina Navrátilová | Chris Evert Wendy Turnbull              | 6–0, 7–5         |
| 1988 | French Open (7)     | antuka | Martina Navrátilová | Claudia Kohde-Kilsch Helena Suková      | 6–2, 7–5         |
| 1989 | Australian Open (8) | tvrdý  | Martina Navrátilová | Patty Fendicková Jill Hetheringtonová   | 3–6, 6–3, 6–2    |
| 1991 | US Open (5)         | tvrdý  | Nataša Zverevová    | Jana Novotná Larisa Savčenková          | 6–4, 4–6, 7–6(5) |

#### Finalistka
| Rok  | Turnaj          | Povrch | Spoluhráčka           | Vítězky                                  | Výsledek      |
| ---- | --------------- | ------ | --------------------- | ---------------------------------------- | ------------- |
| 1981 | Australian Open | tráva  | Martina Navrátilová   | Kathy Jordanová Anne Smithová            | 6–2, 7–5      |
| 1985 | Wimbledon       | tráva  | Martina Navrátilová   | Kathy Jordan Elizabeth Sayers Smylie     | 5–7, 6–3, 6–4 |
| 1985 | US Open         | tvrdý  | Martina Navrátilová   | Claudia Kohdeová-Kilschová Helena Suková | 6–7, 6–2, 6–3 |
| 1989 | US Open (2)     | tvrdý  | Mary Joe Fernandezová | Hana Mandlíková Martina Navrátilová      | 5–7, 6–4, 6–4 |
| 1993 | Australian Open | tvrdý  | Elizabeth Smylie      | Gigi Fernándezová Nataša Zverevová       | 6–4, 6–3      |

### Smíšená čtyřhra: 1 (1–0)

#### Vítězka
| Rok  | Turnaj      | Povrch | Spoluhráč      | Finalisté                       | Výsledek    |
| ---- | ----------- | ------ | -------------- | ------------------------------- | ----------- |
| 1987 | French Open | antuka | Emilio Sánchez | Lori McNeilová Sherwood Stewart | 6–3, 7–6(4) |